# Příliš vzdálený most
Příliš vzdálený most (anglicky: A Bridge Too Far) je americké válečné drama režiséra Richarda Attenborougha natočené v roce 1977 podle románu Vzdálený most Cornelia Ryana.

## Děj
Film byl natočen podle skutečných událostí. Jednalo se o velice odvážnou a nepovedenou spojeneckou operaci Market Garden, která měla urychlit konec druhé světové války v Evropě na podzim roku 1944 s tím, že bude proveden seskok parašutistů v týlu nepřítele v nizozemském městě Arnhemu.

## Obsazení
| Dirk Bogarde      | generálporučík Frederick Browning         |
| James Caan        | seržant Eddie Dohun                       |
| Michael Caine     | podplukovník John Ormsby Evelyn Vandeleur |
| Sean Connery      | generálmajor Roy Urquhart                 |
| Edward Fox        | generálporučík Brian Horrocks             |
| Elliott Gould     | plukovník Robert Stout                    |
| Gene Hackman      | generálmajor Stanisław Sosabowski         |
| Anthony Hopkins   | podplukovník John Frost                   |
| Laurence Olivier  | dr. Jan Spaander                          |
| Maximilian Schell | generálporučík Wilhelm Bittrich           |
| Liv Ullmannová    | Kate ter Horst                            |
| Hardy Krüger      | generálmajor Ludwig                       |
| Ryan O'Neal       | brigádní generál James Gavin              |
| Robert Redford    | major Julian Cook                         |
| Denholm Elliott   | důstojník RAF                             |

## Podobný film na toto téma
- Bitva v ústí Šeldy (v originále: De Slag om de Schelde) – výpravný nizozemský film z roku 2020[2]
- Theirs is the Glory (česky:Jejich je sláva) - britský film z roku 1946[3]